# IC 1776
IC 1776 је спирална галаксија у сазвјежђу Рибе која се налази на листи објеката дубоког неба у Индекс каталогу.
Деклинација објекта је + 6° 6' 20" а ректасцензија 2h 5m 15,1s. Привидна величина (магнитуда) објекта IC 1776 износи 13,3 а фотографска магнитуда 14,0. IC 1776 је још познат и под ознакама UGC 1579, MCG 1-6-38, CGCG 413-37, PGC 7952.